# Gran Premi d'Alemanya del 1980
Resultats del Gran Premi d'Alemanya de Fórmula 1 de la temporada 1980, disputat al circuit de Hockenheimring el 10 d'agost del 1980.

## Resultats
| Pos | No | Pilot                 | Equip             | Voltes | Temps/ Retirada | Pos. de sortida | Punts |
| --- | -- | --------------------- | ----------------- | ------ | --------------- | --------------- | ----- |
| 1   | 26 | Jacques Laffite       | Ligier - Ford     | 45     | 1h 23' 59. 73   | 5               | 9     |
| 2   | 28 | Carlos Reutemann      | Williams - Ford   | 45     | + 3.19 s        | 4               | 6     |
| 3   | 27 | Alan Jones            | Williams - Ford   | 45     | + 43.53 s       | 1               | 4     |
| 4   | 5  | Nelson Piquet         | Brabham - Ford    | 45     | + 44.48 s       | 6               | 3     |
| 5   | 23 | Bruno Giacomelli      | Alfa Romeo        | 45     | + 1' 16.49 min. | 19              | 2     |
| 6   | 2  | Gilles Villeneuve     | Ferrari           | 45     | + 1' 28.72 min. | 16              | 1     |
| 7   | 11 | Mario Andretti        | Lotus - Ford      | 45     | + 1' 33.01 min. | 9               |       |
| 8   | 30 | Jochen Mass           | Arrows - Ford     | 45     | + 1' 47.75 min. | 17              |       |
| 9   | 29 | Riccardo Patrese      | Arrows - Ford     | 44     | + 1 Volta       | 10              |       |
| 10  | 4  | Derek Daly            | Tyrrell - Ford    | 44     | + 1 Volta       | 22              |       |
| 11  | 8  | Alain Prost           | McLaren - Ford    | 44     | + 1 Volta       | 14              |       |
| 12  | 9  | Marc Surer            | ATS - Ford        | 44     | + 1 Volta       | 13              |       |
| 13  | 1  | Jody Scheckter        | Ferrari           | 44     | + 1 Volta       | 21              |       |
| 14  | 14 | Jan Lammers           | Ensign - Ford     | 44     | + 1 Volta       | 24              |       |
| 15  | 3  | Jean Pierre Jarier    | Tyrrell - Ford    | 44     | + 1 Volta       | 23              |       |
| 16  | 12 | Elio de Angelis       | Lotus - Ford      | 43     | Pressió rodes   | 11              |       |
| Ret | 7  | John Watson           | McLaren - Ford    | 39     | Motor           | 20              |       |
| Ret | 15 | Jean Pierre Jabouille | Renault           | 27     | Motor           | 2               |       |
| Ret | 16 | René Arnoux           | Renault           | 26     | Motor           | 3               |       |
| Ret | 31 | Eddie Cheever         | Osella - Ford     | 23     | Caixa canvi     | 18              |       |
| Ret | 25 | Didier Pironi         | Ligier - Ford     | 18     | Transmissió     | 7               |       |
| Ret | 20 | Emerson Fittipaldi    | Fittipaldi - Ford | 18     | Frens           | 12              |       |
| Ret | 21 | Keke Rosberg          | Fittipaldi - Ford | 8      | Pressió rodes   | 8               |       |
| Ret | 6  | Hector Rebaque        | Brabham - Ford    | 4      | Caixa canvi     | 15              |       |
| NVQ | 50 | Rupert Keegan         | Williams - Ford   |        |                 |                 |       |
| NVQ | 10 | Harald Ertl           | ATS - Ford        |        |                 |                 |       |

## Altres
- Pole: Alan Jones 1' 45. 85
- Volta ràpida: Alan Jones 1' 48. 49 (a la volta 43)
- Patrick Depailler va perdre la vida en un accident als entrenaments lliures previs al GP.[1]